# 山口リサ
山口 リサ（やまぐち りさ、Lisa Yamaguchi、1983年6月17日 - ）は、日本の女性R&B歌手。静岡県浜松市出身。当初は浜松市を拠点に活動していたが、現在は上京し、東京を拠点に全国で活動している。

## 来歴

### 生い立ち
1983年、静岡県浜松市に生まれる。祖父が詩吟の先生をしており、レーザーディスクや音響の設備があったので、歌うことは自然に身についていた。演歌や両親が好きなサザンオールスターズやビートルズを聴いた。小学6年生で歌詞を書き始め、中学3年生でメロディーを作り始める。歌詞を書き始めたのは家庭内で問題を抱え、そのときのつらい心境を吐き出すのが目的だった。中学校では合唱部に在籍し、文化祭などで歌唱した。10代のときにクラブに遊びに行ったときにショーケースで踊るダンサーに衝撃を受け、R&Bに目覚め、クラブで歌うようになった。

### 初期のキャリア
16歳頃にクラブシーンでの活動を開始する。クラブで歌う人を探していた友人の紹介で歌ったのが最初である。中学校で合唱部に在籍していたので、人前で歌うことには抵抗はなかったという。自分でデモテープを制作し、レコード会社に送り、デビューの話を持ちかけられる。

### その他
- 4歳下の妹がいる[5]。
- 格闘家の関谷勇次郎は学生時代からの親友で、MVに出演したことがある[6]。

## 音楽性
1990年代のアメリカのR&Bサウンドを再現している。歌詞は、言葉の持つ音が最大限メロディにはまって活きるように気をつけている。山口自身が音楽に励まされることが多かったため、そういった音楽を制作し伝えていきたいと語る。影響を受けたアーティストは、マライア・キャリーやTLC、ローリン・ヒル、DOUBLEなど。

## ディスコグラフィ

### シングル
- Party Without You （2008年11月19日）
- Sunshine （2009年7月1日）

### 配信シングル
- Private Beach （2007年7月18日）
- 忘れたくて…　（2009年10月28日）
- ENERGY　（2009年12月2日）
- If～願いが叶うのなら～　（2010年3月17日）
- Rainy Love～届かない想い～　（2010年6月30日）
- 最後の恋　（2010年11月3日）
- LOVERS　（2010年12月1日）
- モノクローム　（2011年2月2日）
- Never Ever～今だけでも～　（2011年6月22日）
- FIREFLY feat.AK-69　（2011年9月7日）
- why feat.CHIHIRO　（2011年11月9日）
- Get So Crazy　（2011年12月7日）
- MAGIC feat.SAY　（2011年12月21日）
- 願い feat.CIMBA　（2012年1月11日）
- ずっと一緒に…　（2012年12月12日）
- Beautiful World　（2013年7月3日）
- 明日へと…　（2013年8月7日）

### アルバム
- I'm Ready To Go （2006年11月1日）
- Platinum Blesslet （2007年12月5日）
- Crystal Lights （2008年12月3日）
- Explosions （2010年1月20日）
- Blue Spirit （2010年08月25日）
- Eternal Color （2011年3月2日）
- LOVE & PRIDE （2012年1月25日）

### ベスト・アルバム
- THE BEST NOTES　（2013年1月23日）

### フィーチャリング
- WRECK SQUAD『4C』 （2009年2月25日）
  - M-2「Not Yet feat. 山口リサ」
- NATO『13 BEATS TO DIE』 （2010年5月21日）
  - M-8「Perfect Lady feat. 山口リサ」
- Mr.BEATS a.k.a. DJ CELORY『BEATS LEGEND 〜Boogie Wonderland〜』 （2010年7月21日）
  - M-20「Boogie Wonderland feat. ERONE, サイプレス上野, 山口リサ & 宏実」
- HI-D -"RIDE" w/t new trial-『It's Not Over』（2009年12月23日）
  - M-10「YOU ARE NOT ALONE」
- BIG RON『LIVIN' LARGE』 （2010年10月13日）
  - M-16「EYE TO EYE feat. 山口リサ」
- HOKT『NO LIMIT』 （2011年7月13日）
  - M-11「TOKYO TOKYO 〜18 BLUES〜 feat. EL-REY, 山口リサ」
- HYENA『Lyrical Pimpsta』（2012年5月23日）
  - M-6「Smile Now Cry Later feat. 山口リサ」
- JOYSTICKK『Antikythera』（2012年7月11日）
  - M-4「SECRET FLIGHT feat. 山口リサ」
- SPICY CHOCOLATE『渋谷純愛物語』  (2014年10月22日）
  - M-7「片思い feat. 山口リサ & TAKAFIN」[8]

### コンピレーション・アルバム
- 『COOL & BEAUTY #1』 （2006年4月19日）
  - M-6「I'm ready to go」
- 『4DA SHIZUOKA』 （2006年4月20日）
  - M-1「NIGHT SAFARI」
- 『Girls Be Ambitious!!』 （2008年3月25日）
  - (DISC-1) M-11「Chocolate」
- 『Special Calling』 （2008年9月10日）
  - M-1「太陽」
  - M-6「ペアリング 〜chapter3〜」
- 『WHAT'S R&B?』 （2008年11月26日）
  - M-14「Addicted」
- 『Special Calling 〜session 2〜』（2009年11月25日）
  - M-1「FAIRWAY」
- 『WHAT'S R&B? 2010』 （2010年6月23日）
  - M-11「ENERGY」
  - M-19「太陽 (DJ KOMORI Remix)」
- 『TRIBUTE TO DS455』 （2010年12月8日）
  - M-9「L.I.F.E. 〜Livin' In tha Far Eastside〜」
- 『Girls Be Ambitious!! 2』 （2011年3月30日）
  - (DISC-2) M-9「ENERGY」
- 『Tears 〜Sweet Love J-R&B〜』 （2011年5月18日）
  - M-16「あなたの隣に…」
- 『bmr presents Domestic Mellow R&B playlist MELLOWS』 （2011年9月21日）
  - M-5「Addicted」
- 『FAMILY』 （2011年11月23日）
  - M-14「YOU」
- 『Sweet Game Mixed by DJ Mike-Masa Selected by Shintaro Nishizaki』 （2012年1月18日）
  - M-11「最後の恋」

## タイアップ
| タイトル                | タイアップ                                                           |
| ----------------------- | -------------------------------------------------------------------- |
| My Place                | 毎日放送『麒麟の部屋』2008年1月度エンディングテーマ                  |
| Party Without You       | 日本テレビ系『音楽戦士 MUSIC FIGHTER』2008年11月度テーマソング       |
| Addicted                | C&C「DUB collection」CMソング                                        |
| Boot Up Your Emotion    | K-MIX 25周年キャンペーンソング                                       |
| ENERGY                  | テレビ東京系『流派-R』2010年1月度エンディングテーマ                  |
| If 〜願いが叶うのなら〜 | テレビ東京系『いい旅・夢気分』2010年4月 - 6月度エンディングテーマ    |
| 最後の恋                | フィットハウス CMソング                                              |
| モノクローム            | テレビ大阪『NIGHT CRUISING』2011年2月度エンディングテーマ            |
| モノクローム            | テレビ愛知『SHAKE! free TV』2011年2月度エンディングテーマ            |
| FIREFLY feat. AK-69     | テレビ東京系『くだまき八兵衛X』2011年10月 - 12月度エンディングテーマ |
| MAGIC feat. SAY         | フィットハウス CMソング                                              |
| 明日へと…               | 毎日放送『女の子宣言! アゲぽよTV』2013年8月度エンディングテーマ      |

## ラジオ
- K-MIX 8×8「Secret Groove」（2007年4月 - 2009年9月／K-MIX火曜日20:00 - 20:30）
- 山口リサのSECRET CLINIC（2020年10月 - ／K-MIX金曜日19:00 - 19:30）